# رافائل کاستلینی

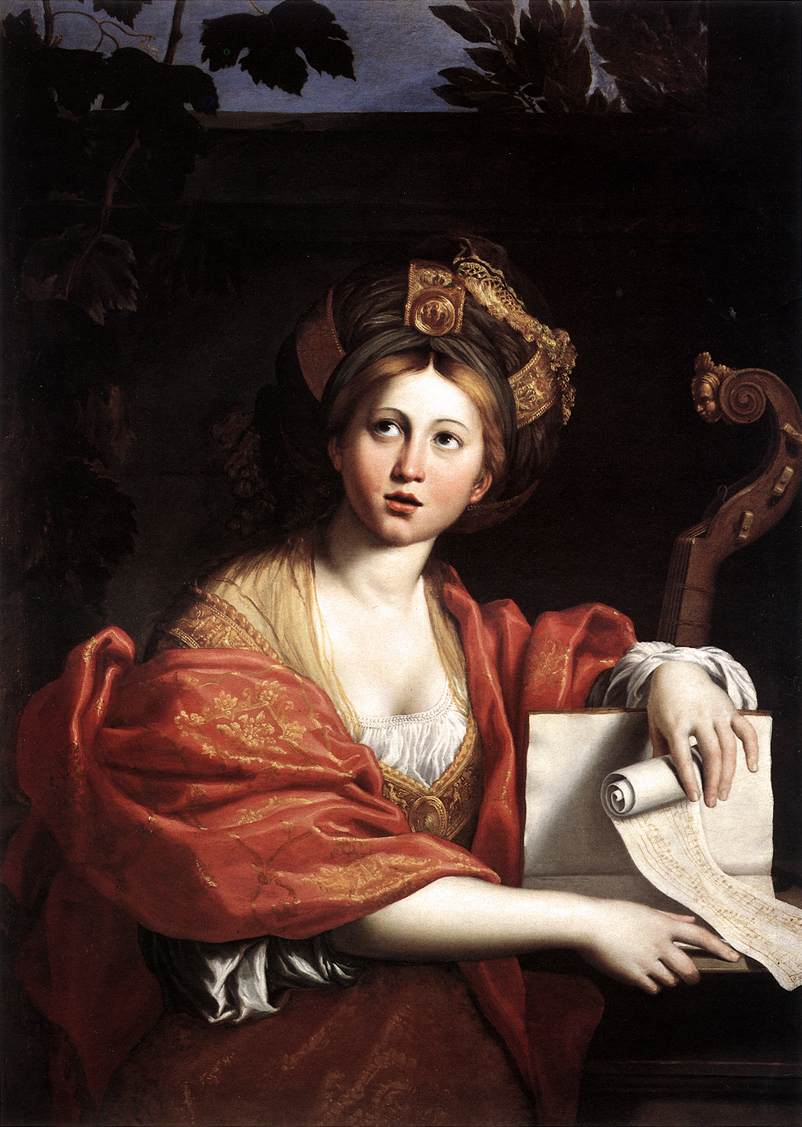
کومای سیبیل اثر دومنیکینو

رافائل کاستلینی (به ایتالیایی: Raffaelle Castellini) یک هنرمند ایتالیایی بود. کاستلینی مدیر یک آموزشگاه موزائیک در واتیکان بود او موزائیک کاری کومای سیبیل را بعد از دومنیکینو و یحیی مقدس را پس از گوئرچینو برای کلیسای سن پیترو انجام داد.
کاستلینی در ۱۸۶۴ در رم از دنیا رفت.